# Ariel Hukporti

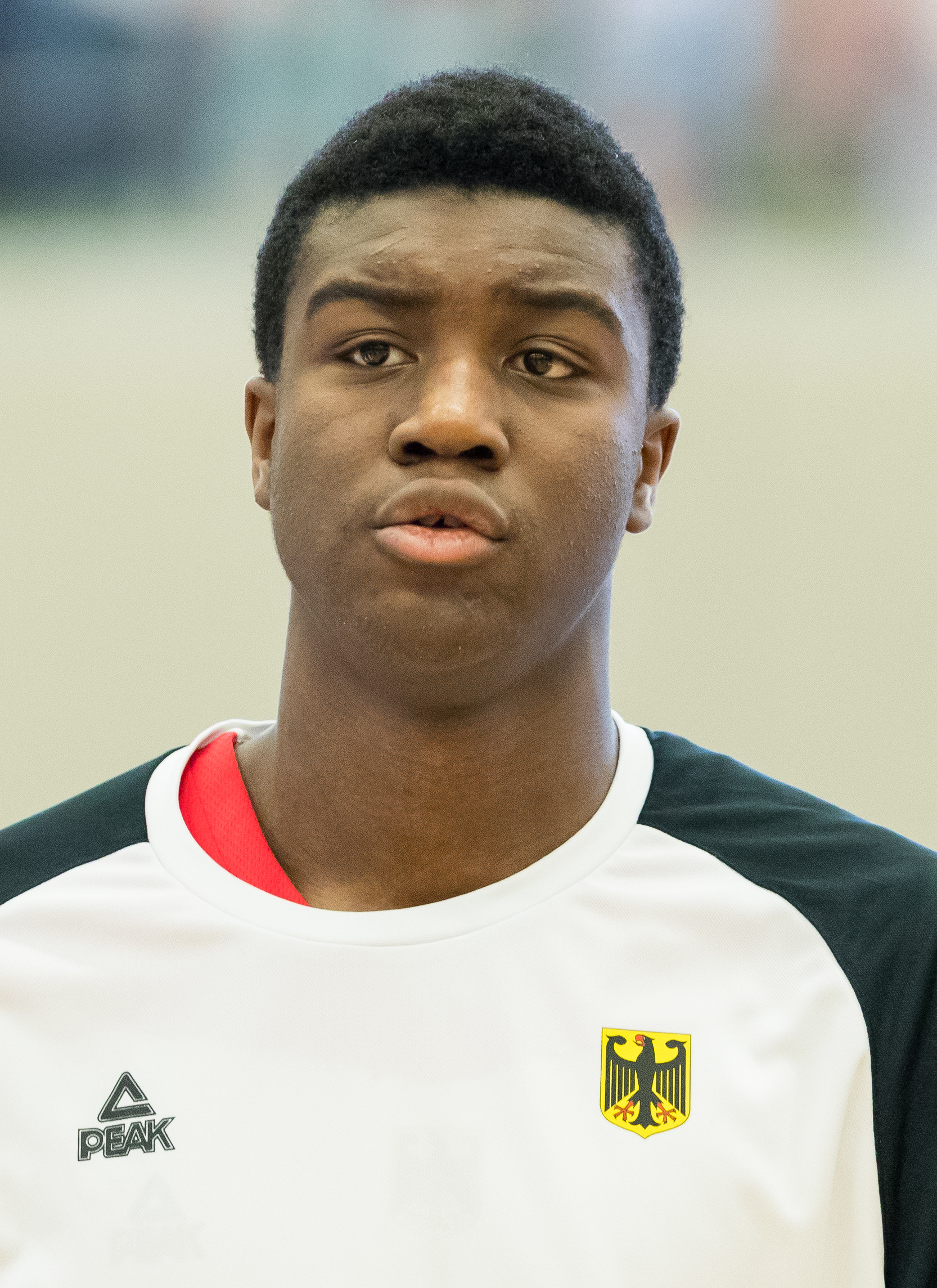
Ariel Hukporti, 2018.

Ariel Washington Hukporti, född 12 april 2002 i Stralsund i Tyskland, är en tysk-togolesisk professionell basketspelare (C) som spelar för New York Knicks i National Basketball Association (NBA).
Han har tidigare spelat som proffs i Tyskland, Litauen och Australien.
Hukporti draftades av Dallas Mavericks i andra rundan i 2024 års draft som 58:e spelare totalt.